# Fluspirylen
Fluspirylen – organiczny związek chemiczny, pochodna difenylbutylopiperydyny, stosowany jako lek przeciwpsychotyczny. Lek został opracowany przez Janssen Pharmaceutica w 1963 roku. Zarejestrowany w niektórych krajach do leczenia schizofrenii. Podawany jest w długodziałających iniekcjach domięśniowych.

## Preparaty
- Redeptin
- Imap